# Лондога
Лондога (Лионога) — река в России, протекает в Костромской и Ивановской областях по территории Нерехтского и Приволжского районов. Устье реки находится в 7,2 км по левому берегу реки Осья. Длина реки составляет 13 км, площадь водосборного бассейна 31,6 км².
Исток реки находится северо-восточнее деревни Сеслайки в 14 км к западу от города Приволжск. Верхнее течение проходит по Костромской области, нижнее течение по Ивановской. В среднем течении протекает садовые участки в южных пригородах города Волгореченск. Впадает в Осью у деревни Барашово.

## Данные водного реестра
По данным государственного водного реестра России относится к Верхневолжскому бассейновому округу, водохозяйственный участок реки — Волга от города Кострома до Горьковского гидроузла (Горьковское водохранилище), без реки Унжа, речной подбассейн реки — Волга ниже Рыбинского водохранилища до впадения Оки. Речной бассейн реки — (Верхняя) Волга до Куйбышевского водохранилища (без бассейна Оки).
Код объекта в государственном водном реестре — 08010300412110000013452.